# الکسیس (بازیکن فوتبال اهل اسپانیا، زاده ۱۹۸۵)
الکسیس (اسپانیایی: Alexis‎؛ زادهٔ ۴ اوت ۱۹۸۵) بازیکن فوتبال اهل اسپانیا است.
از باشگاه‌هایی که در آن بازی کرده‌است می‌توان به باشگاه فوتبال ختافه، باشگاه فوتبال سویا، باشگاه فوتبال والنسیا، باشگاه فوتبال مالاگا و باشگاه فوتبال بشیکتاش اشاره کرد.